# 로디베키오
로디베키오(롬바르디아어: Lod Vég)는 이탈리아의 롬바르디아주 로디도에 있는 코무네이다. 밀라노에서 남동쪽으로 약 25 킬로미터 (16 mi), 로디에서 서쪽으로 약 8 킬로미터 (5 mi) 떨어져 있다. 2006년 1월 22일 대통령령으로 도시의 명예로운 칭호를 받았다.

## 역사
그 이름(이탈리아어로 "오래된 로디"라는 뜻)에서 알 수 있듯이, 이 도시는 비아 아이밀리아에 세워진 켈트족/로마 시대 도시로 라우스 폼페이아로 알려진 고대 로디의 터에 위치한다. 4세기 중반에 주교 관구가 되었다.
11세기에는 더 강력한 밀라노에 맞서 성공적으로 싸웠으나, 1111년 밀라노 군대가 포위하여 파괴했다. 1158년 프리드리히 1세 바르바로사 황제가 몇 킬로미터 떨어진 곳에 도시를 재건하여 현대의 로디가 생겨났다.

## 인물
- 로디의 요한